# Čistá (okres Rakovník)
Čistá je obec (bývalý městys) v okrese Rakovník ve Středočeském kraji. Leží zhruba osm kilometrů severovýchodně od Kralovic a patnáct kilometrů jihozápadně od Rakovníka. Žije zde 902 obyvatel.

## Název
V historických pramenech se jméno vsi objevuje ve tvarech: de Sista (1229), Setzta (1229, 1240), de Cziste (1318), Czysta (1352), de Czista (1352, 1391) a Czistey (1367–1405).
Název vesnice je odvozen ze jména potoka, který jí protéká.[zdroj?] Název může pocházet od slova čistina, tj. prázdné místo v lese, ze kterého voda odnesla stromy, případně podle čistého potoka nebo tůněk.

## Historie
Podle pověsti sem roku 1039 kníže Břetislav I. přivedl polské zajatce Hedčany a založil zde osadu.
První písemná zmínka o vesnici pochází z roku 1229, kdy Přemysl Otakar I. Čistou věnoval Zdeslavu z Čisté (Sdeslaus de Sista) z plzeňské větve Držislaviců. V té době zde byl založen dvůr s tvrzí. Roku 1370 vykoupila Čistou svatovítská kapitula a koncem 14. století ji povýšila na trhovou ves (městys). Za husitských válek byla Čistá opakovaně vypálena a pravděpodobně přišla o svá práva. Jiří z Poděbrad ji poté opět přidělil svatovítské kapitule a Ludvík Jagellonský roku 1526 obnovil práva, což znamenalo rozvoj městečka. Za třicetileté války Čistá opět trpěla neustálými průchody a pobyty vojsk. Koncem 17. století díky většímu odběru piva a povolení trhů nastal mírný vzestup. Roku 1713 Čistou koupil Václav Josef, hrabě Lažanský z Bukové. Roku 1746 bylo městečko poničeno požárem, roku 1796 povodní.  Za druhé světové války byla Čistá pohraniční obcí protektorátu, zdejším nádražím vedla hraniční čára. 
Ves se proslavila výrobou varhan (varhanářský rod Guthů s kořeny před rokem 1770) a sadařstvím (ovocné sady a školky založeny koncem 19. století). Zakladatel zdejších ovocných sadů dr. ing. František Herles tu vyšlechtil některé odrůdy ovoce, např. Čistecké jablko, Čisteckou banánovou hrušku a Čisteckou švestku.
V Čisté pobýval básník Jaroslav Vrchlický, jehož otec J. J. Frída byl správcem zdejšího parního mlýna.  Z Čisté pochází také regionální historik Václav Kočka.
Ve městě Čistá u Rakovníka (přísl. Strachovice, 1461 obyvatel, poštovní úřad, telegrafní úřad, telefonní úřad, četnická stanice, 2 katol. kostely, evang.  kostel, sbor dobrovolných hasičů) byly v roce 1932 evidovány tyto živnosti a obchody: lékař, zvěrolékař, výroba cementového zboží, 2 cihelny, 6 obchodníků s dobytkem, družstvo pro rozvod elektrické energie v Čisté, továrna na hoblice Kanders, hodinář, 3 holiči, 11 hostinců, 3 kapelníci, 2 klempíři, 3 koláři, Dělnický konsum, 3 kováři, 7 krejčí, 2 obchodníci s kůžemi, lékárna, výroba likérů, parní válcový mlýn, továrna na dřevoobráběcí nástroje Kanders, 10 obuvníků, 2 pekaři, Městský pivovar, pohřební ústav, 8 rolníků, 4 řezníci, 10 obchodů se smíšeným zbožím, Občanská záložna v Čisté, 2 stavební hmoty, 4 obchody se střižním zbožím, 3 trafiky, 4 truhláři, 3 obchody s uhlím, zahradnictví, 3 zámečníci, zednický mistr, zubní ateliér, železářství.

## Obyvatelstvo
| Rok            | 1869  | 1880  | 1890  | 1900  | 1910  | 1921  | 1930  | 1950 | 1961 | 1970 | 1980 | 1991 | 2001 | 2011 | 2021 |
| -------------- | ----- | ----- | ----- | ----- | ----- | ----- | ----- | ---- | ---- | ---- | ---- | ---- | ---- | ---- | ---- |
| Počet obyvatel | 1 562 | 1 681 | 1 653 | 1 593 | 1 568 | 1 414 | 1 311 | 894  | 886  | 801  | 768  | 697  | 713  | 700  | 716  |
| Počet domů     | 235   | 241   | 249   | 265   | 261   | 266   | 283   | 286  | 264  | 248  | 216  | 279  | 294  | 305  | 315  |

## Obecní správa

### Územněsprávní začlenění
Dějiny územněsprávního začleňování zahrnují období od roku 1850 do současnosti. V chronologickém přehledu je uvedena územně administrativní příslušnost obce v roce, kdy ke změně došlo:
- 1850 země česká, kraj Plzeň, politický a soudní okres Kralovice[10]
- 1855 země česká, kraj Plzeň, soudní okres Kralovice
- 1868 země česká, politický a soudní okres Kralovice
- 1939 země česká, Oberlandrat Plzeň, politický a soudní okres Kralovice[11]
- 1942 země česká, Oberlandrat Plzeň, politický a soudní okres Kralovice[12]
- 1945 země česká, správní a soudní okres Kralovice[13]
- 1949 Plzeňský kraj, okres Plasy[14]
- 1960 Středočeský kraj, okres Rakovník
- 2003 Středočeský kraj, obec s rozšířenou působností Rakovník

### Části obce
Obec Čistá se skládá z 8 částí na 6 katastrálních územích:
- Čistá (k. ú. Čistá u Rakovníka)
- Křekovice (i název k. ú.)
- Kůzová (leží v k. ú. Nová Ves u Rakovníka)
- Lhota (k. ú. Lhota u Rakovníka)
- Nová Ves (k. ú. Nová Ves u Rakovníka)
- Smrk (leží v k. ú. Nová Ves u Rakovníka)
- Strachovice (i název k. ú.)
- Zdeslav (k. ú. Zdeslav u Rakovníka)

Od 1. ledna 1980 do 23. listopadu 1990 k obci patřily i Bělbožice, Milíčov, Šípy a Všesulov a od 1. ledna 1980 do 31. prosince 1992 také Velká Chmelištná.

### Obecní symboly
Obec má historický znak se svatého Václavem (udělený nejpozději v 17. století). Znak obce je historický, vlajka byla obci udělena rozhodnutím předsedy Poslanecké sněmovny Parlamentu České republiky dne 17. června 2009.

## Území
Hlavní část obce se nachází v údolí kolem Čisteckého potoka, jádrem městečka prochází silnice II/229 (jižní část jako ulice Sportovců, východní část nepojmenovaná), ze které na sever odbočuje k nádraží silnice III/2295 (ulice Tyršova a Nádražní, původní cesta vedla ul. Žateckou) směrem na Jesenici, na východě odbočuje k jihovýchodu silnice III/2299 do Běložic a Šípů.
V hlavní části obce jsou pojmenována 2 náměstí (Václavská a Jar. Vrchlického) a 7 ulic (J. A. Komenského, Jižní, Sportovců, Zahradní, Tyršova, Žatecká, Nádražní), některé ulice však pojmenovány nejsou a mnoho domů není k žádné ulici přiřazeno. Z 354 staveb s číslem popisným je k ulicím přiřazena zhruba polovina (171), ze 72 staveb s číslem evidenčním je k ulici přiřazena jediná.
K hlavní části obce patří několik samot či menších osad, například na západní straně katastru v údolí Javornice rekreační středisko V Lomu (u Vojtova mlýnu, který přísluší k Zdeslavi), samota Pod Vrabíkovem, osada Zátiší a samota Valcha, na východním okraji katastru areály zahradnictví a cihelny s několika domy, několik drobných staveb stojí v okolí rybníků Blacák a Karaska a k Čisté patří též menší chatová osada Strhaná u železniční zastávky Všesulov. 

## Doprava
Obcí vede silnice II/229 Rakovník–Kralovice. V roce 2011 v obci měly zastávku autobusové linky jedoucí např. do těchto cílů: Jesenice, Kralovice, Rakovník, Všesulov. Hlavní zastávka „Čistá“ je umístěna na Václavském náměstí a je specifická tím, že zastávka na severní straně vozovky slouží pro oba  směry, tj. autobusy směrem k Všesulovu, Rakovníku a Praze zastavují na levé straně komunikace, aniž by se otáčely nebo měly zřízeno ostrovní nástupiště. Na území hlavní části obce se nacházejí ještě zastávky „Čistá, zahradnictví“ a „Čistá, žel. st.“. Ve Zdeslavi jsou zastávky „Čistá, Zdeslav“ a „Čistá, Zdeslav, statek“. Křekovice dopravní obsluhu nemají, nejbližší zastávky jsou v okolních vesnicích ve vzdálenosti asi 2 kilometrů. V Nové Vsi je autobusová zastávka „Čistá, Nová Ves“ a v Kůzové zastávka „Čistá, Kůzová“, do Smrku autobus nezajíždí, ale zastávka v Nové Vsi je vzdálena asi půl kilometru. Strachovice nejsou vesnice, ale hospodářský dvůr, který je od stejnojmenné železniční zastávky vzdálen asi 1,5 kilometru chůze. 
Obec Čistá leží na železniční trati Rakovník–Mladotice. Na území obce leží železniční stanice Čistá a železniční zastávky Strachovice a Všesulov. Jezdilo tudy v roce 2011 v pracovní dny 9 osobních vlaků, o víkendech 8 osobních vlaků, později byla v tomto úseku osobní doprava zastavena a poté obnovena pouze víkendová rekreační doprava.

## Pamětihodnosti
- Zbarokizovaný kostel svatého Václava na sever od vsi
- Kaple svaté Anny na jihovýchod z vesnice
- Sbor Husův dům, kubistická stavba
- Socha svatého Jana Nepomuckého z roku 1725.[6]

## Osobnosti
- Václav Kočka (1875–1951), historik
- Vladimír Fišer (1934–2015), herec